# Адва (вулкан)
Адва (також відомий як Aabida, Amoissa, або Dabita) (1733 м/5686  .фт) — стратовулкан в Ефіопії, розташований в південному регіоні Афар. Через те, що вулкан розташований поблизу кордону між племенами Афар і Ісса, мало що відомо про минулу та сучасну поведінку вулкана. Тим не менш, землетрус і InSAR дослідження, проведені Дереком Кейром і його колегами, показують, що в травні 2000 р. магма з глибини близько 5—8 км вивергалася на східній стороні вулкана

## Ресурси Інтернету
- Smithsonian Global Volcanism Program [Архівовано 26 жовтня 2012 у WebCite]

## Виноски
1. ↑  Keir, D; Pagli, C; Bastow, I; Ayele, A (March 2011). The magma-assisted removal of Arabia in Afar: Evidence from dike injection in the Ethiopian rift captured using InSAR and seismicity. Tectonics. 30 (2). doi:10.1029/2010TC002785.